# 劉誠 (明朝)
劉誠（1433年—1480年），字敬之，直隸廣平府雞澤縣人，明朝政治人物。進士出身。

## 生平
順天府鄉試第十二名。天順元年（1457年）丁丑科會試第二百三十九名，殿試登進士第三甲第一百五十七名。擢翰林院检讨，辅导德王，寻升秀王府左长史，从王之国，赐四品章服。王薨，改宁国府同知，仍食正四品俸。升湖广布政司右参议，成化十六年六月，疽发于背，虑遗母忧，有问者，辄曰：无伤也！疾亟，以手拊床曰：我死不足惜，第念老母不获终养耳！遂卒，享年四十有八。

## 家族
曾祖劉春。祖父劉辛。父亲劉芳，曾任訓導。母秦氏，累封宜人。